# Cliona minuscula
Cliona minuscula är en svampdjursart som beskrevs av Schönberg, Grass och Heiermann 2006. Cliona minuscula ingår i släktet Cliona och familjen borrsvampar. Inga underarter finns listade i Catalogue of Life.